# Antonio Bernardini

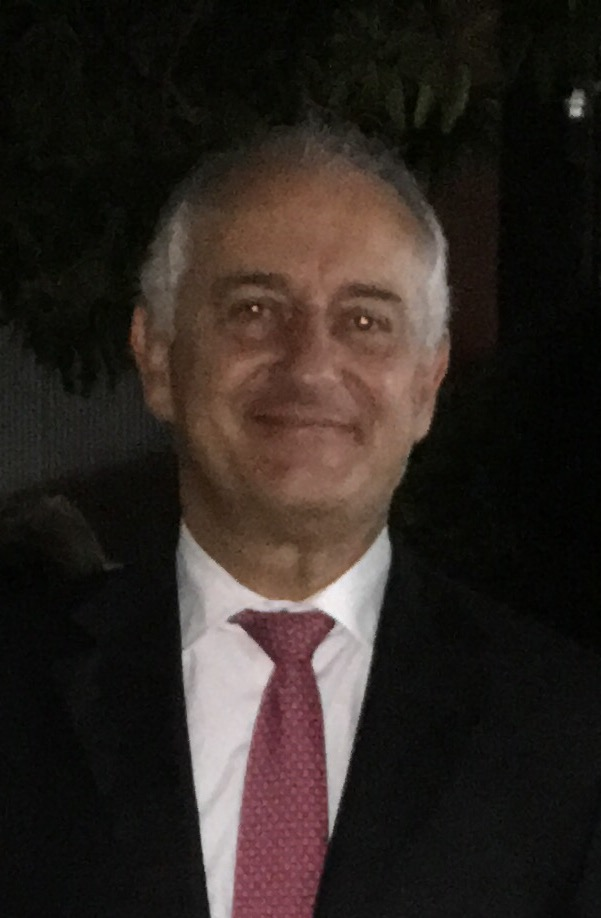
Antonio Bernardini

Antonio Bernardini (* 14. Mai 1957 in Barletta) ist ein italienischer Diplomat, der seit 1. Juli 2016 Botschafter in Brasilien ist.

## Werdegang
Am 2. April 1981 schloss er ein Studium der Politikwissenschaft an der Universität Bari ab. Am 1. März 1984 trat er in den auswärtigen Dienst.
Ab 1. September 1987 wurde er Gesandtschaftssekretär zweiter Klasse in Neu-Delhi.
Ab 1. Juni 1990 wurde er  Gesandtschaftssekretär erster Klasse bei der Ständigen Vertretung Italiens beim Büro der Vereinten Nationen in Genf.
Ab 30. November 1994 war er in der Abteilung Wirtschaft beschäftigt.
Von 20. August 1997 bis 20. August 2001 war er Gesandtschaftsrat in Tokio.
Am 20. August 2001 wurde er zum Gesandtschaftsrat erster Klasse beim UN-Hauptquartier.
in New York City ernannt.
Ab dem 21. Dezember 2006 war er diplomatischer Berater des Ministeriums für Umwelt, Landschafts- und Meeresschutz.
Am 24. August 2010 wurde er zum Gesandten beim UN-Hauptquartier in New York City ernannt und bei den Vereinten Nationen mit dem Titel und Rang des Botschafters akkreditiert.
Vom 31. Dezember 2013 bis 1. Juli 2016 war er stellvertretender Generalsekretär des italienischen Ministeriums für auswärtige Angelegenheiten und Internationale Zusammenarbeit.
Mit Wirkung zum 1. Juli 2016 wurde er zum Botschafter in Brasília ernannt und ist gleichzeitig mit Sitz in Brasilia als Botschafter in Suriname in Paramaribo akkreditiert.